# Onosma estahbanensis
Onosma estahbanensis är en strävbladig växtart som beskrevs av Ranjbar och Almasi. Onosma estahbanensis ingår i släktet Onosma och familjen strävbladiga växter. Inga underarter finns listade i Catalogue of Life.